# Jack Mountain
Jack Mountain est un sommet de la chaîne des Cascades dans l'État de Washington, dans le Nord-Ouest des États-Unis. Il s'agit du point culminant du chaînon Hozameen, dans les North Cascades. Il se trouve dans le parc national des North Cascades et s'élève au sud-est du lac Ross.